# Novák Éva (költő)
Novák Éva (Körmend, 1955 –) magyar kortárs költő, író. 
Versei, elbeszélései, esszéi a Bárkában, Műhelyben, Parnasszusban, Tekintetben és más irodalmi lapokban jelentek, jelennek meg rendszeresen, 2000 óta. 2006-ban az Argumentum Kiadó gondozásában, illetve 2007-ben szerzői kiadásban jelent meg első verseskötete Fóbiák címmel, 2010-ben pedig az Egy másik nő című regénye, a Hungarovox Kiadó gondozásában, 2013-ban pedig Játékok című elbeszéléskötete.

## Kötetei
- Fóbiák. Versek; Argumentum, Bp., 2006; módosított szerzői kiadás, 2007
- Egy másik nő; Hungarovox, Bp., 2010
- Játékok; Hungarovox, Bp., 2013

## Folyóirat megjelenések
- Bárka
- Élet és Irodalom
- Holmi
- Korunk
- Műhely
- Látó
- Parnasszus
- Tekintet
- Ezredvég
- Híd
- Magyar Napló
- Helikon
- Várad
- Mozgó Világ
- Liget

## Művei román fordításban
- Citadela folyóirat (fordító: Anamaria Pop)
- Familia folyóirat (fordító: Anamaria Pop)
- LiterNet.ro (fordító: Anamaria Pop)